# میدلوودیان (مریلند)
میدلوودیان (به انگلیسی: Midlothian) شهری در ایالت مریلند کشور ایالات متحده آمریکا است که جمعیت آن در سرشماری سال ۲۰۱۰ میلادی، ۳۲۰ نفر بوده‌است.